# Kelly Stables
Kelly Michelle Stables (San Luis, Misuri; 26 de enero de 1978) es una actriz estadounidense de cine, teatro y televisión. Entre sus papeles más destacados está el personaje de "Melissa" en la serie de televisión Dos hombres y medio. Su primer trabajo lo desempeñó en un coro de Gospel.

## Vida personal
Stables era una animadora muy conocida en sus años de secundaria, hecho reflejado en un artículo publicado en la revista American Cheerleader. Se graduó de la Lafayette High School, en Wildwood, Misuri.
Se graduó de la Universidad de Misuri, Columbia, ganando una licenciatura en Comunicación y haciendo hincapié en la televisión y el teatro de rendimiento menor. En marzo de 2005, que corresponde con el lanzamiento de The Ring Two en los cines, se casó con Kurt Patiño.
Es una ávida fanática del béisbol, y disfruta viendo los partidos de Saint Louis Cardinals.

## Carrera
Kelly Stables ha actuado en diversas obras de teatro. Sus dos principales papeles fueron en el Thousand Oaks Civic Light Opera, en las obras de Peter Pan, como Wendy, y en la obra de La bella durmiente, como el personaje principal.

## Filmografía

### Cine y televisión
- Superstore (2018-2019)
- BS (2002)
- The Grubbs (2002)
- Comedy Central Laughs for Life Telethon 2003 as Amer-i-can
- The Haunted Mansion (2003)
- Pride & Prejudice: A Latter-Day Comedy (2003)
- General Hospital (2003)
- Bring It On: Again (2004)
- The Princess Diaries 2: Royal Engagement (2004)
- Creating America's Next Hit Television Show (2004)
- W.I.T.C.H. (2004–2006)
- Hoodwinked! (2005)
- Rings (2005)
- The Ring Two (2005)
- Til Death: "The Courtship of Eddie's Parents" (2005)
- Furnace (2006)
- Telling Lies (2006)
- How I Met Your Mother: "Drumroll, Please" (2006)
- Tony Hawk's Downhill Jam (2006)
- State's Evidence (2006)
- Shorty McShorts' Shorts: "Too Many Robots" (2007)
- Greek (2007–2009)
- Cavemen: "Cave Kid (2007)
- Aliens vs. Predator: Requiem (2007)
- The Bold and the Beautiful (2008)
- Together Again for the First Time (2008)
- Life: "Crushed" (2008)
- The Hardy Boys: The Hidden Theft (2008)
- Two and a Half Men (2008–2010)
- Dragon Hunter (2009)
- My Life: Untitled (2009)
- Santa Baby 2: Christmas Maybe (2009)
- Romantically Challenged (2010)
- Bones (2010)
- Mad Love (2011)
- The Exes (2011-2015)
- Horrible Bosses 2 (2014)
- Dolittle (2020)
- Holiday Twist (2023)

### Teatro
- Peter Pan
- La bella durmiente
- W.R. and the Daisy